# Quan sát Mặt Trăng

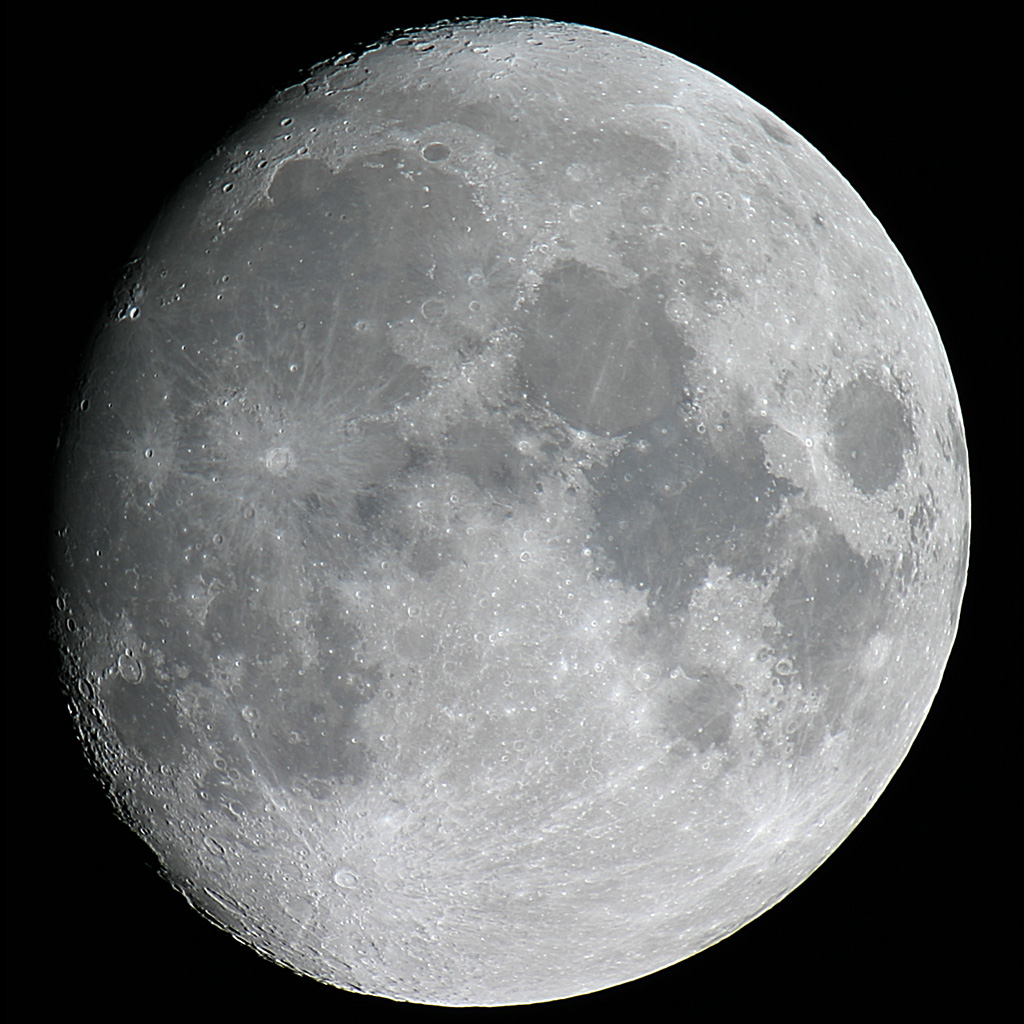
Mặt trăng khi nhìn từ Trái Đất

Mặt Trăng là vệ tinh tự nhiên lớn nhất và là vật thể thiên văn lớn gần nhất với Trái Đất.  Mặt Trăng có thể được quan sát bằng cách sử dụng nhiều dụng cụ quang học khác nhau, từ mắt thường đến kính viễn vọng lớn.  Mặt trăng là thiên thể duy nhất mà trên đó các đặc điểm bề mặt có thể được nhận thấy bằng mắt của hầu hết mọi người.

## Thời gian xem tối ưu

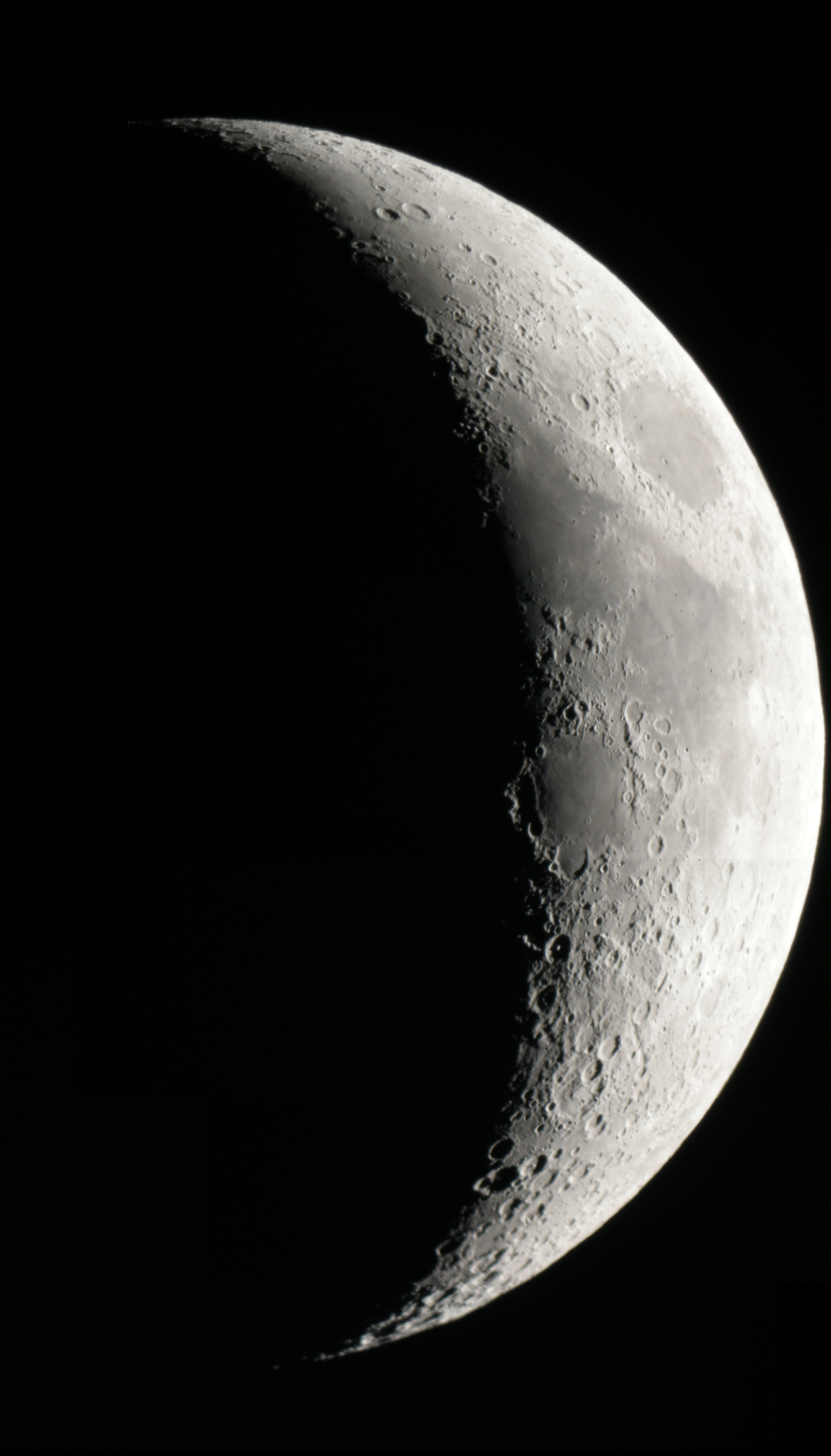
Bóng cung cấp một cảm giác về chiều sâu.

Trái với niềm tin phổ biến, Mặt trăng không nên được quan sát ở giai đoạn trăng tròn.  Trong khi trăng tròn, các tia sáng mặt trời chiếu vào phần có thể nhìn thấy của Mặt trăng vuông góc với bề mặt.  Kết quả là, có ít chi tiết bề mặt có thể nhìn thấy trong trăng tròn hơn so với các pha khác (như pha 1/4 và lưỡi liềm) khi ánh sáng mặt trời chiếu vào Mặt trăng ở góc nông hơn nhiều.  Độ sáng của trăng tròn so với pha trong đó tỷ lệ nhỏ hơn của bề mặt được chiếu sáng có xu hướng rửa trôi một lượng chi tiết đáng kể và thực sự có thể để lại dư ảnh trên mắt người quan sát mà có thể tồn tại trong vài phút.  Giai đoạn 1/4 đầu tiên (sáu đến chín ngày qua mặt trăng mới) thường được coi là thời điểm tốt nhất để quan sát Mặt trăng cho người quan sát sao trung bình.  Bóng và chi tiết được phát âm rõ nhất dọc theo "đường kết thúc", đường phân chia giữa mặt được chiếu sáng, đường phân chia giữa mặt được chiếu sáng (mặt ngày) và bóng tối (mặt đêm) của Mặt trăng.

## Công cụ quan sát đề xuất

### Mắt thường

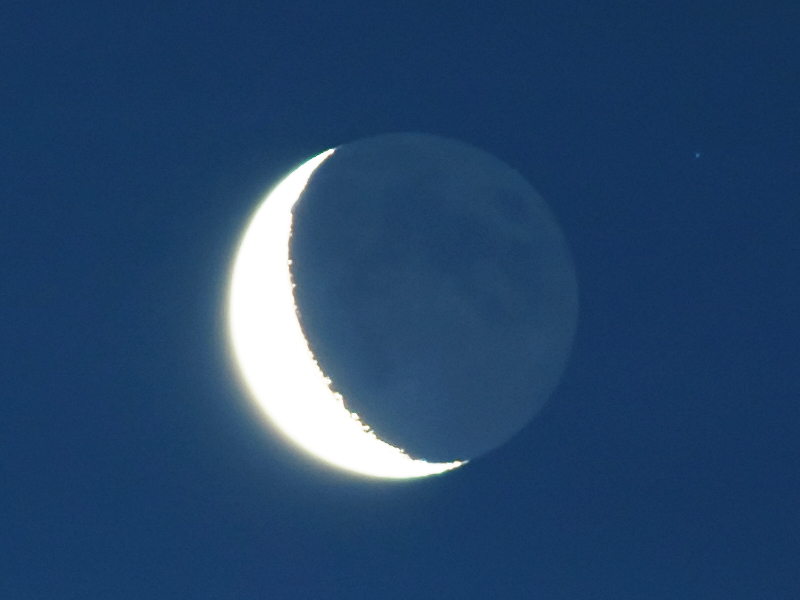
Trái Đất phản chiếu mặt trăng. Vùng sáng bên trái được chiếu sáng trực tiếp bởi ánh sáng mặt trời, trong khi phần còn lại của Mặt trăng được chiếu sáng yếu ớt bởi ánh sáng mặt trời phản chiếu khỏi Trái Đất.

Nói chung, Mặt trăng có thể được quan sát ngay cả bằng mắt thường, tuy nhiên nó có thể thú vị hơn với các dụng cụ quang học.  Bề mặt mặt trăng chính có thể phát hiện bằng mắt thường là biển mặt trăng hoặc "biển", đồng bằng bazan lớn tạo thành các hình tượng tưởng tượng như " Thỏ mặt trăng " truyền thống hoặc " Người trong Mặt trăng " quen thuộc.  Maria bao phủ khoảng 35% bề mặt Mặt Trăng.  Sự tương phản giữa maria xám tối ít phản chiếu và cao nguyên mặt trăng xám / trắng phản chiếu nhiều hơn có thể dễ dàng nhìn thấy mà không cần hỗ trợ quang học.  Trong điều kiện quan sát tốt, những người có thị lực nhạy bén cũng có thể thấy một số vùng sau:
1. Vùng sáng xung quanh Copernicus
2. Mare Nectaris
3. Mare Humorum
4. Vùng sáng xung quanh Kepler
5. Vùng Gassendi
6. Vùng Plinius
7. Mare Vaporum
8. Vùng Lubiniesky
9. Sinus Medii
10. Khu vực bóng mờ gần Sacrobosco
11. Điểm tối dưới chân đỉnh núi Mons Huygens
12. Núi Riphean

Một hiện tượng thú vị khác có thể nhìn thấy bằng mắt thường là ánh sáng của Trái Đất.  Có thể nhìn thấy rõ nhất ngay trước hoặc sau một mặt trăng mới (trong giai đoạn trăng lưỡi liềm tương ứng), Ánh sáng Trái Đất là ánh sáng mờ nhạt của mặt trăng (đêm) không được chiếu sáng do ánh sáng mặt trời phản chiếu khỏi bề mặt Trái Đất (sẽ xuất hiện gần như đầy đủ cho một người quan sát ở trên Mặt trăng tại thời điểm này) và vào phía đêm của Mặt trăng.  Tuy nhiên, vào thời điểm Mặt trăng đến pha 1/4 đầu tiên, phần được chiếu sáng bằng ánh sáng mặt trời của Mặt trăng trở nên quá sáng đối với Trái Đất có thể nhìn thấy bằng mắt thường, tuy nhiên nó vẫn có thể được quan sát bằng kính viễn vọng.

### Ống nhòm và ống kính máy ảnh tele
Ống nhòm thường được sử dụng bởi những người mới bắt đầu quan sát Mặt trăng và nhiều nhà thiên văn nghiệp dư có kinh nghiệm thích quan sát trong ống nhòm hơn là kính viễn vọng do trường nhìn rộng hơn.  Mức độ di động cao của chúng làm cho chúng trở thành thiết bị đơn giản nhất được sử dụng để xem chi tiết hơn trên bề mặt ngoài việc quan sát bằng mắt thường.
Nhược điểm chính của ống nhòm là chúng không thể được giữ rất ổn định trừ khi sử dụng chân máy hai mắt thương mại hoặc tự chế.  Sự ra đời gần đây của ống nhòm ổn định hình ảnh đã thay đổi điều này đến một mức độ nào đó; tuy nhiên, chi phí vẫn là một vấn đề.

Cặp ống nhòm trung bình sẽ mang lại mặt trăng gần như có thể quan sát được với ống kính máy ảnh 200mm.  Những bức ảnh dưới đây được chụp bằng ống kính 200mm.  Bức ảnh đầu tiên được chụp vào ngày 13 tháng 11 năm 2016 lúc 6:20 chiều PST, quan sát siêu mẫu mới chỉ vài giờ trước khi nó chính thức trở thành siêu mẫu lớn nhất kể từ năm 1948.  Bức ảnh thứ hai được chụp 24 giờ sau đó, và độ tương phản được tăng cường để làm nổi bật các chi tiết như địa hình đồi núi.  Siêu mặt trăng tiếp theo sẽ không xảy ra lớn như vậy cho đến năm 2034. 

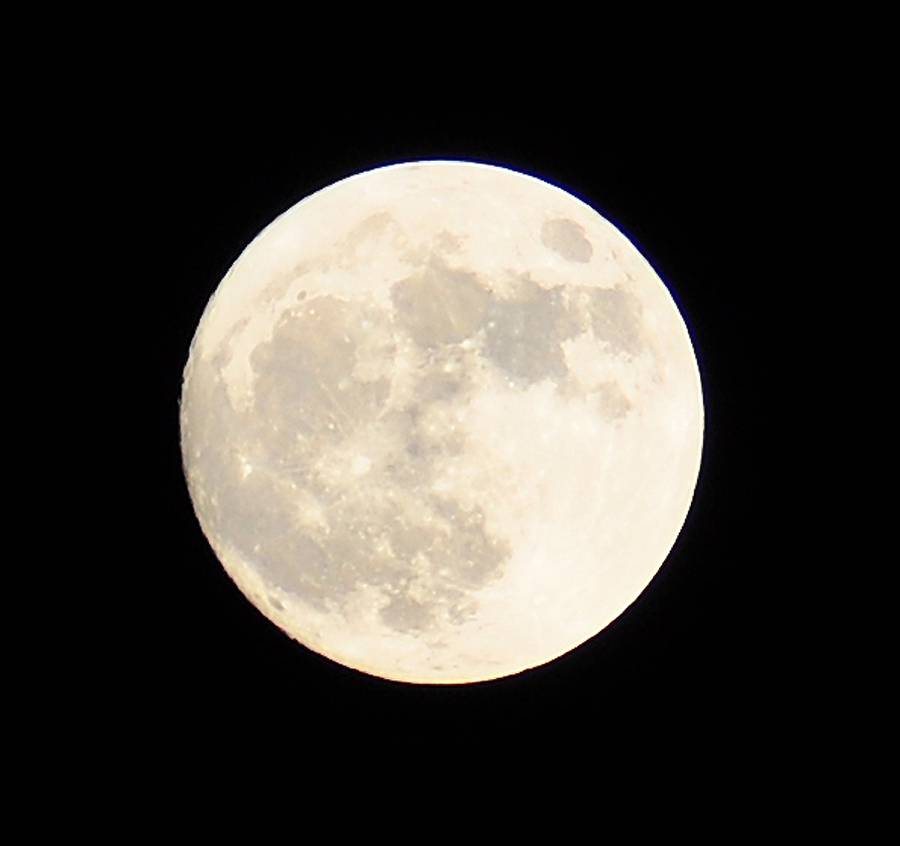
Tiền siêu Mặt Trăng vào 13 tháng 11 năm 2016 tại 18:20 PST, chỉ cần một vài giờ trước khi nó sẽ được chính thức gọi là "mặt trăng lớn năm 2016"
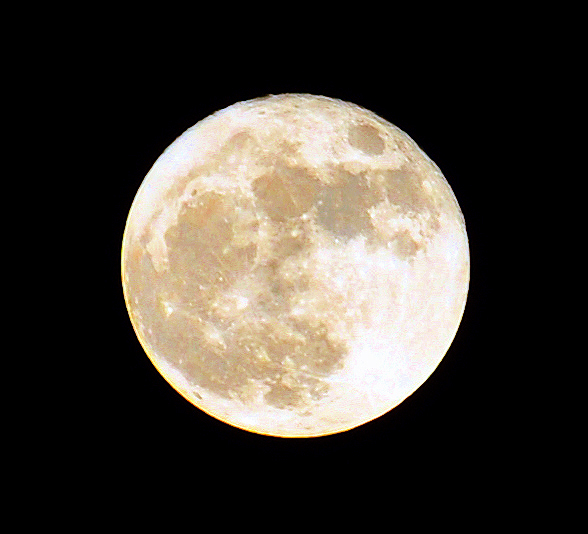
Siêu Mặt Trăng chính thức vào 14 tháng 11 năm 2016  (2016-11-14), lúc 7:19 tối PST

### Kính thiên văn
Đối với một số người, có thể mong muốn sử dụng kính viễn vọng trong trường hợp có nhiều lựa chọn hơn để quan sát Mặt trăng.  Ngay cả một chiếc kính thiên văn nhỏ, được chế tạo tốt sẽ cho người quan sát thấy chi tiết lớn hơn nhiều so với có thể nhìn thấy bằng mắt thường hoặc ống nhòm nhỏ.  Khi khẩu độ của gương kính viễn vọng (trong trường hợp kính viễn vọng phản xạ) hoặc ống kính (trong trường hợp kính viễn vọng khúc xạ) tăng lên, các tính năng nhỏ hơn và nhỏ hơn sẽ bắt đầu xuất hiện.  Với kính thiên văn nghiệp dư lớn, tính năng nhỏ như 0,6 dặm (1   km) đường kính có thể được quan sát tùy thuộc vào điều kiện khí quyển.